# شهرستان پیوترکوف
شهرستان پیوترکوف (به لاتین: Piotrków County) یک شهرستان در لهستان است که در استان ووتسکی واقع شده‌است.

## خصوصیات
شهرستان پیوترکوف ۱٬۴۲۹٫۱۲ کیلومترمربع مساحت و ۹۰٬۲۲۷ نفر جمعیت دارد.